# Tomáš Ujfaluši
Tomáš Ujfaluši (nascut el 24 de març de 1978 a Rýmařov) és un exfutbolista txec.

## Trajectòria esportiva
Va debutar com a professional al SK Sigma Olomouc, amb 18 anys. El desembre de 2000 va fitxar per l'Hamburg. El 2004 va fitxer per l'Fiorentina, que acabava de tornar a la Sèrie A després d'una fallida.

### Atlético de Madrid
El 2008 va quedar lliure i va passar a l'Atlètic de Madrid.
Durant la temporada 2009–10 de la Lliga, l'Atlético va quedar novè, però va guanyar l'Europa League, competició que s'acabava de crear, amb Ujfaluši jugant-hi en vuit partits complets.
El 27 d'agost de 2010 jugà com a titular el partit de la Supercopa d'Europa 2010 en què l'Atlético de Madrid es va enfrontar a l'Inter de Milà, i va guanyar el títol, per 2 a zero.
El 19 de setembre de 2010, durant el temps afegit d'una derrota per 1–2 contra el Barça a l'estadi Vicente Calderón, va fer una entrada a Lionel Messi, lesionant-li el turmell esquerre. Va ser expulsat, i el van sancionar amb dos partits; va ser titular indiscutible durant la temporada 2010–11 de la Lliga – jugant principalment de lateral dret – i el seu equip va quedar setè, classificant-se per jugar l'Europa League 2011-2012.

### Galatasaray
El 20 de juny de 2011, als 33 anys, Ujfaluši va fitxar pel Galatasaray de la Süper Lig, per 2 milions d'euros. Va ser titular indiscutible durant la primera temporada, i el seu equip va guanyar la Lliga per 18a vegada.
Ujfaluši va marxar del Galatasaray al final de la temporada 2012–13, després d'una lesió prolongada. Es va retirar el desembre de 2013, als 35 anys, després de jugar alguns mesos al seu país amb l'Sparta de Praga.
El 18 de desembre de 2013, Ujfaluši va tornar amb el Galatasaray, en ser nomenat director esportiu. Va plegar el juny de l'any següent.

## Palmarès

### Club
SV Hamburg
- Copa de la Lliga alemanya (2003)

Atlético de Madrid
- Lliga Europa de la UEFA (2009-10)
- Supercopa d'Europa de futbol (2010)[2]

Galatasaray
- Süper Lig (2011-12, 2012-13)
- Supercopa (2012)

### Individual
- Süper Lig: Defensa de l'any 2011-12.